# Metzgeria furcata
Espèce
Metzgeria furcata est une espèce d'hépatiques appartenant à la classe des Jungermanniopsida ou à celle des Hepatopsida selon les classifications et à l'ordre des Metzgeriales.

## Description
On la trouve parfois comme épiphyte corticole, parfois associée à Metzgeria conjugata, c'est-à-dire sur les écorces d'arbres, notamment de frênes dans certaines vallées forestières humides.

## Habitat
Tronc humide, tronc mort humide, creux humides et zones boisées humides.

## Rareté ou menace
C’est une plante discrète, dont la répartition précise est mal connue.